# Ommastrephidae
Gli Ommastrefidi (Ommastrephidae Steenstrup, 1857) sono una famiglia di calamari che comprende cinque sottofamiglie, 11 generi e oltre 20 specie. Sono ampiamente distribuiti a livello globale e rappresentano una delle principali risorse della pesca commerciale per l'alimentazione umana. Una specie in particolare, Todarodes pacificus, costituisce circa la metà del pescato mondiale di cefalopodi ogni anno.
Alcuni membri degli Ommastrefidi sono noti per la loro capacità di «volare» grazie alla propulsione a getto, motivo per cui sono comunemente chiamati «calamari volanti».

## Descrizione

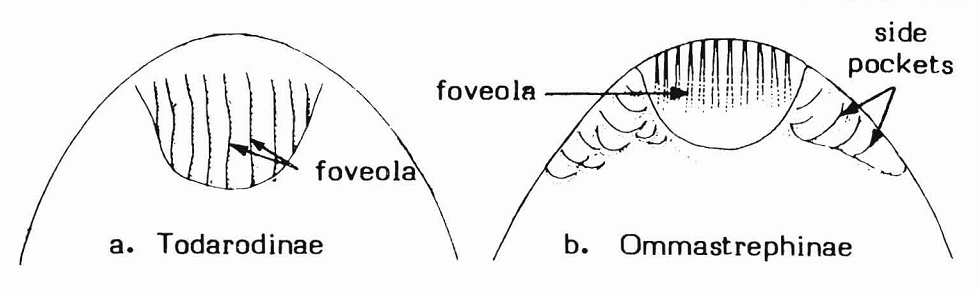
Scanalature del sifone in due sottofamiglie di Ommastrefidi

Gli Ommastrefidi comprendono calamari di dimensioni che vanno da piccole a molto grandi, con lunghezze del mantello che variano dai 9 cm (Hyaloteuthis pelagica) fino a 1,5 m (Dosidicus gigas, noto come calamaro di Humboldt). Il mantello si restringe verso la parte posteriore e presenta grandi pinne terminali. Una caratteristica distintiva della famiglia è la cartilagine di chiusura del sifone a forma di «T» rovesciata. Inoltre, possiedono un gladio snello, a forma di piuma, con una struttura conica cava chiamata cono primario. Organi luminosi (fotofori) sono presenti lungo la testa e il mantello dei membri della sottofamiglia Ommastrephinae.

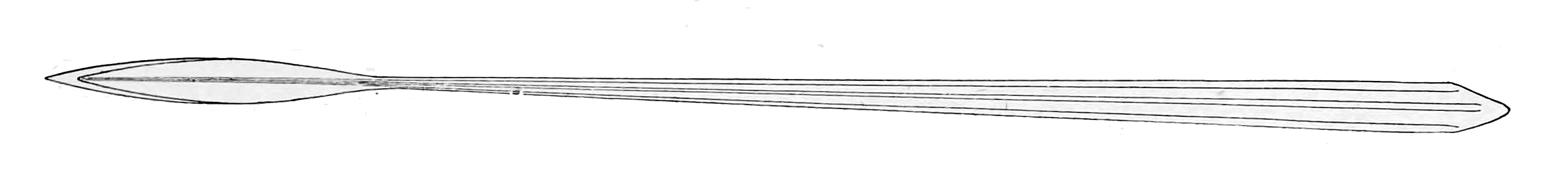
Il gladio di Illex illecebrosus

Le braccia degli Ommastrefidi hanno due file di ventose. Le estremità ingrossate dei tentacoli (le clave) presentano quattro file di ventose, con l'eccezione del genere Illex, che ne ha otto. Gli uncini sono assenti. Nei maschi, una delle braccia ventrali si sviluppa in un organo sessuale secondario chiamato ectocotile.
Tutti gli Ommastrefidi sono predatori attivi. Le loro braccia e tentacoli sono dotati di denticoli affilati, utilizzati per afferrare e portare le prede alle loro bocche dotate di becco. Sono nuotatori molto forti, e alcune specie sono note per «planare» fuori dall'acqua per sfuggire ai predatori.
Le paralarve degli Ommastrefidi sono facilmente riconoscibili per avere i tentacoli fusi, formando una sorta di «proboscide». Questa struttura si divide gradualmente in due tentacoli man mano che le paralarve crescono, separandosi completamente quando raggiungono una lunghezza del mantello di 5-10 mm.

## Distribuzione e habitat
Gli Ommastrefidi si trovano generalmente in acque pelagiche, ma possono anche essere presenti in habitat neritici. Sono distribuiti a livello globale, popolando gli oceani di tutto il mondo.

## Tassonomia

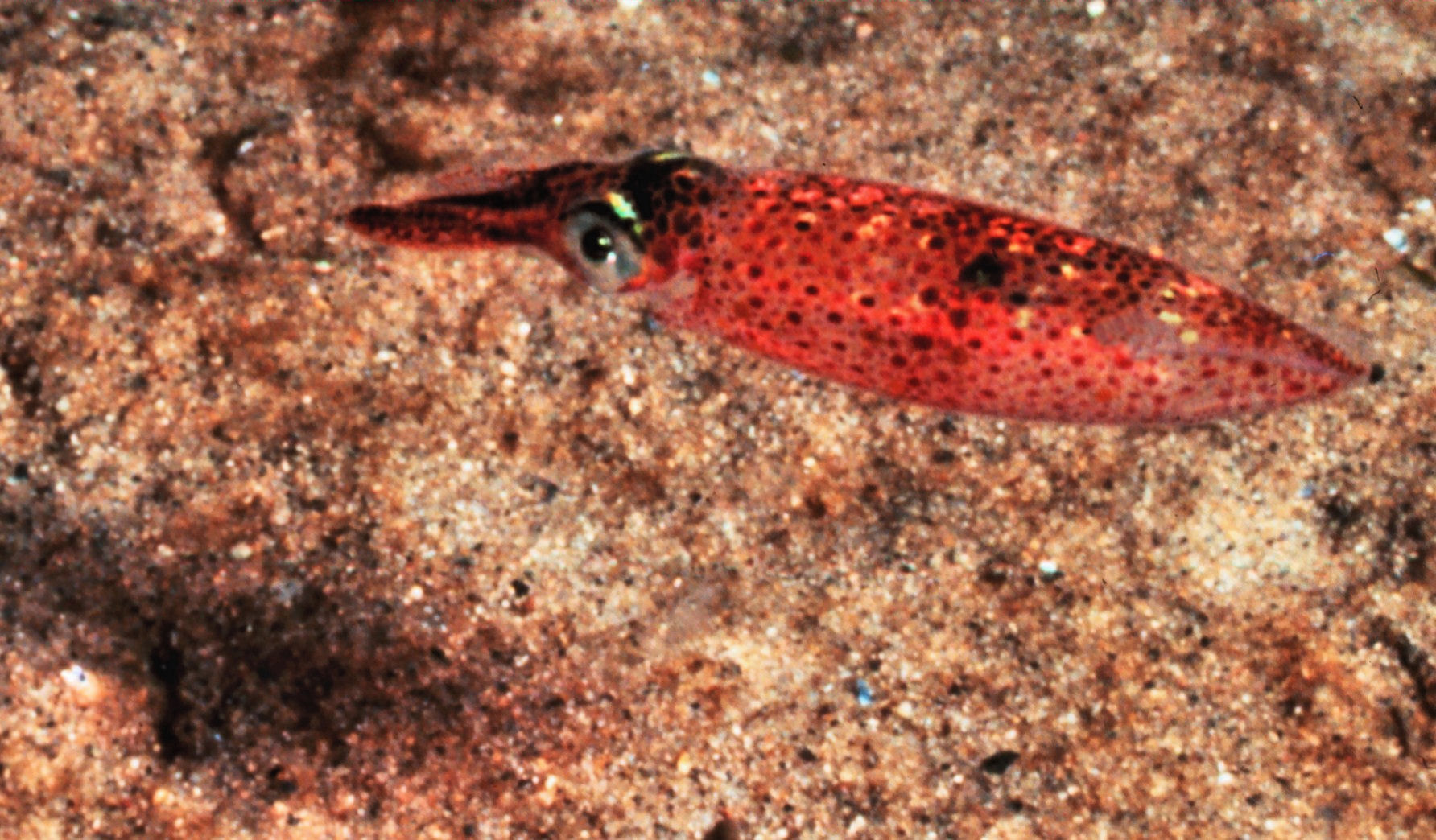
Illex illecebrosus

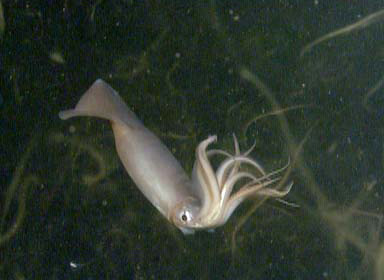
Dosidicus gigas

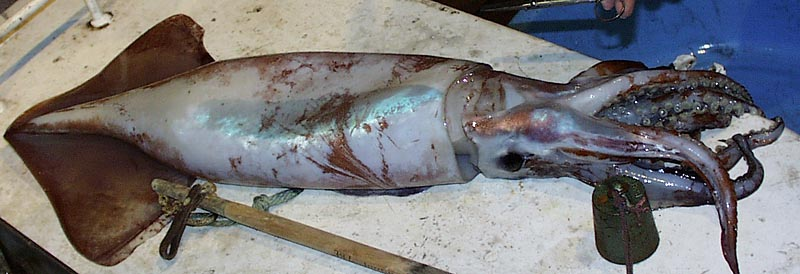
Ommastrephes bartramii

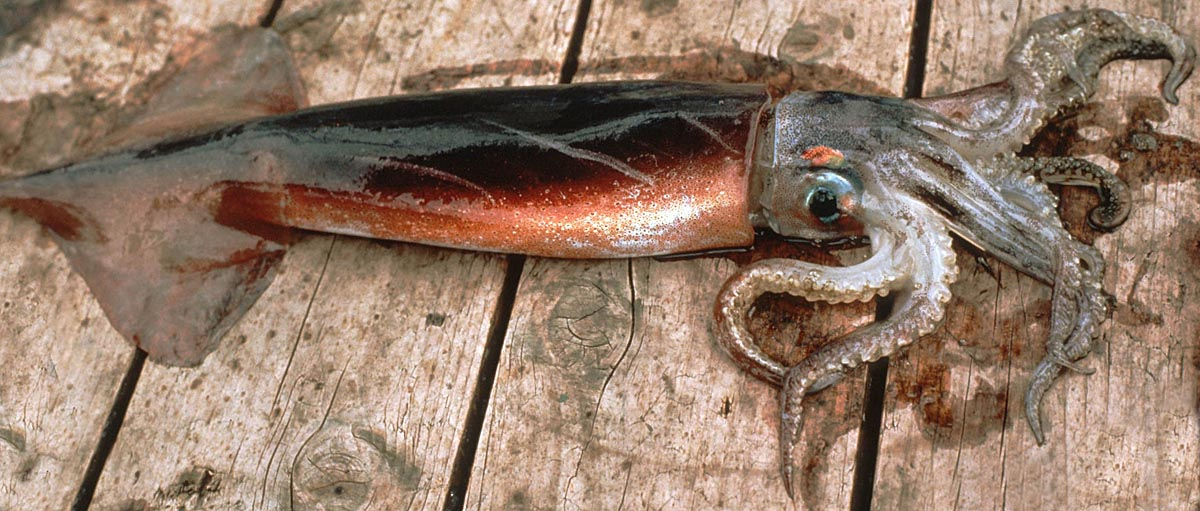
Martialia hyadesii

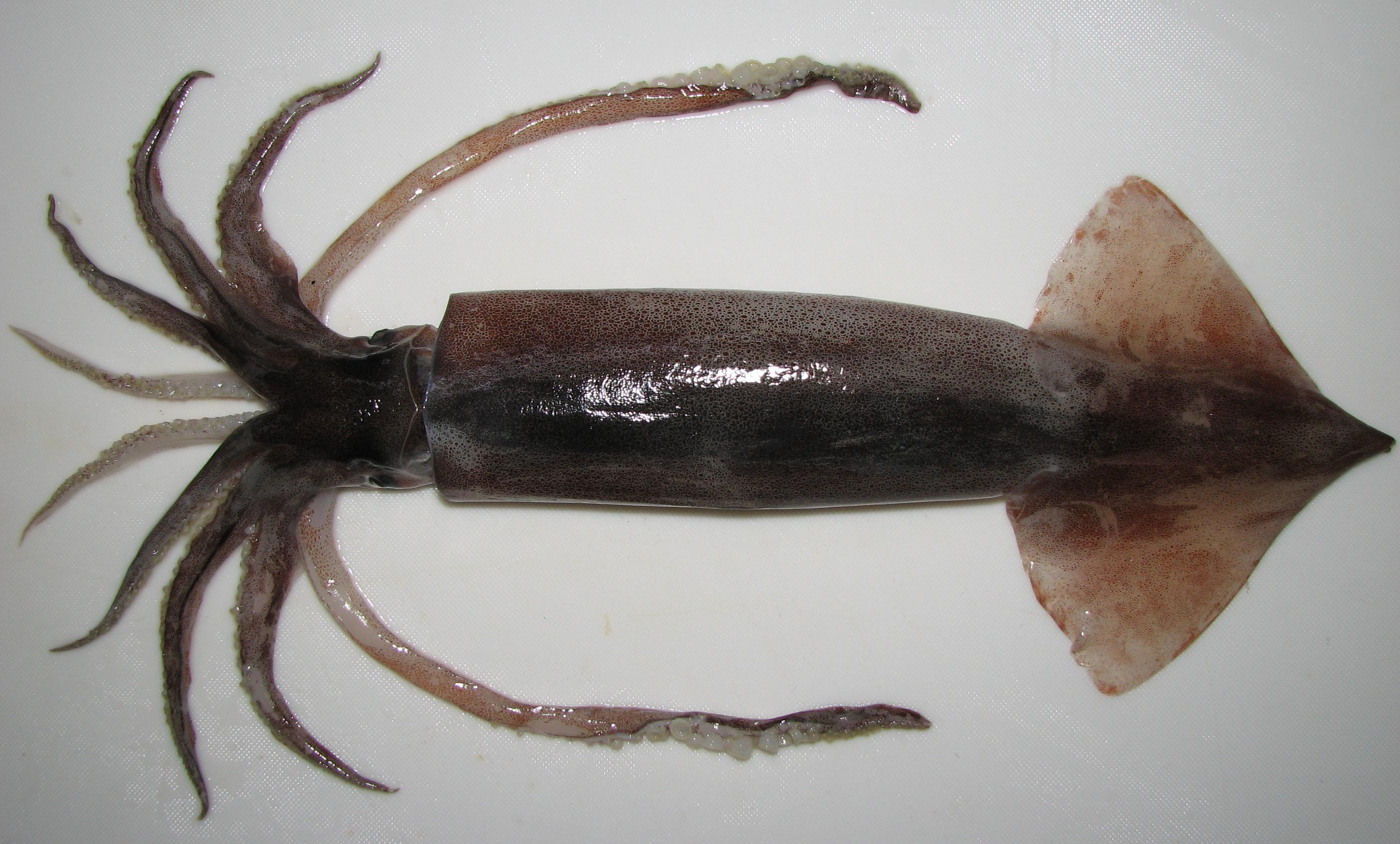
Todarodes pacificus

La famiglia comprende 25 specie, suddivise in 11 generi e 5 sottofamiglie:
- Sottofamiglia Illicinae Posselt, 1891
  - Genere Illex Steenstrup, 1880
    - Illex argentinus (Castellanos, 1960)
    - Illex coindetii (Vérany, 1839)
    - Illex illecebrosus (Lesueur, 1821)
    - Illex oxygonius Roper, Lu & Mangold, 1969

- Sottofamiglia Ommastrephinae Steenstrup, 1857
  - Genere Dosidicus Steenstrup, 1857
    - Dosidicus gigas (d'Orbigny, 1835)

  - Genere Eucleoteuthis Berry, 1916
    - Eucleoteuthis luminosa (Sasaki, 1915)

  - Genere Hyaloteuthis Gray, 1849
    - Hyaloteuthis pelagica (Bosc, 1802)

  - Genere Ommastrephes d'Orbigny, 1835
    - Ommastrephes bartramii (Lesueur, 1821)
    - Ommastrephes brevimanus (Gould, 1852)
    - Ommastrephes caroli (Furtado, 1887)
    - Ommastrephes cylindraceus d'Orbigny, 1835

  - Genere Sthenoteuthis Verrill, 1880
    - Sthenoteuthis oualaniensis (Lesson, 1830)
    - Sthenoteuthis pteropus (Steenstrup, 1855)
- Sottofamiglia Ornithoteuthinae Nigmatullin, 1979
  - Genere Ornithoteuthis Okada, 1927
    - Ornithoteuthis antillarum Adam, 1957
    - Ornithoteuthis volatilis (Sasaki, 1915)
- Sottofamiglia Todarodinae Adam, 1960
  - Genere Martialia Rochebrune & Mabille, 1889
    - Martialia hyadesii Rochebrune & Mabille, 1889

  - Genere Nototodarus Pfeffer, 1912
    - Nototodarus gouldi (McCoy, 1888)
    - Nototodarus hawaiiensis (Berry, 1912)
    - Nototodarus sloanii (Gray, 1849)

  - Genere Todarodes Steenstrup, 1880
    - Todarodes angolensis Adam, 1962
    - Todarodes filippovae Adam, 1975
    - Todarodes pacificus (Steenstrup, 1880)
    - Todarodes pusillus Dunning, 1988
    - Todarodes sagittatus (Lamarck, 1798)
- Sottofamiglia Todaropsinae Nigmatullin, 2000
  - Genere Todaropsis Girard, 1890
    - Todaropsis eblanae (Ball, 1841)